# Palazzo comunale (Mirandola)
Il palazzo comunale di Mirandola, chiamato anche palazzo municipale (in dialetto mirandolese: al palàzz cumunàl ad La Miràndla, oppure semplicemente al Cumùn o al Munizìpi), è uno storico edificio pubblico situato nel centro storico di Mirandola, in provincia di Modena.
Sede del municipio fino al maggio 2012, il palazzo è situato scenograficamente a chiusura della parte meridionale di piazza della Costituente e costituisce uno dei simboli più riconoscibili ed un'icona della città di Mirandola, unitamente al castello dei Pico.

## Storia

### Origini

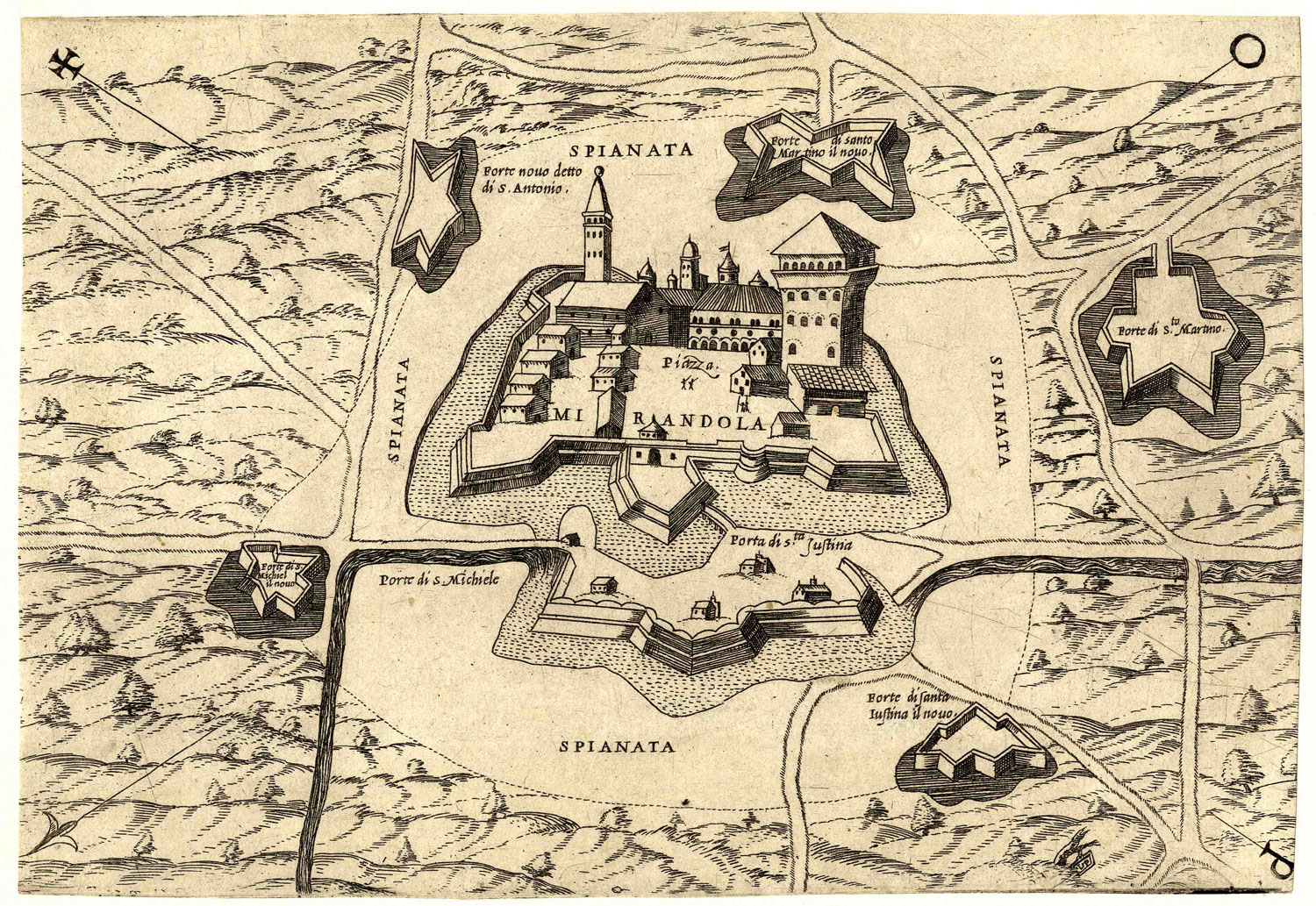
Mirandola verso il 1550

Le origini del palazzo medievale non sono note, nonostante che l'edificio sia uno dei più importanti della storia sociopolitico-economica della città, anche se si può supporre che venne costruito verso la metà del XV secolo per volere di Gianfrancesco I Pico, il quale iniziò la prima fase di sviluppo urbanistico di Mirandola.
Ad ogni modo, è certo che in epoca rinascimentale la contessa Giulia Boiardo (madre di Giovanni Pico della Mirandola) fece costruire un loggiato in quello che all'epoca era chiamato Palazzo della Mercanzia o Palazzo della Ragione. Infatti, sulla fiancata orientale in via Curtatone vi è la seguente iscrizione:
Per realizzare questa loggia fu istituita una tassa di otto quattrini per ogni biolca di terreno posseduta; tuttavia, dal momento che i lavori costarono meno di quanto previsto, i soldi avanzati vennero restituiti.
Nel 1514 il possesso della città venne restituito, dopo un litigio con i fratelli, a Giovanni Francesco II Pico della Mirandola. La cerimonia avvenne proprio sotto il loggiato del palazzo della Ragione. Nel 1573, in occasione di una disputa dei tutori degli eredi di Ludovico II Pico, venne letta in pubblico un documento sotto la loggia del palazzo della Ragione, dirimpetto alla piazza.
Non si rinvengono altre testimonianze fino al XVIII secolo, sebbene il palazzo sia ben riconoscibile nelle cartografie topografiche del XVI-XVII secolo.

### XVIII secolo

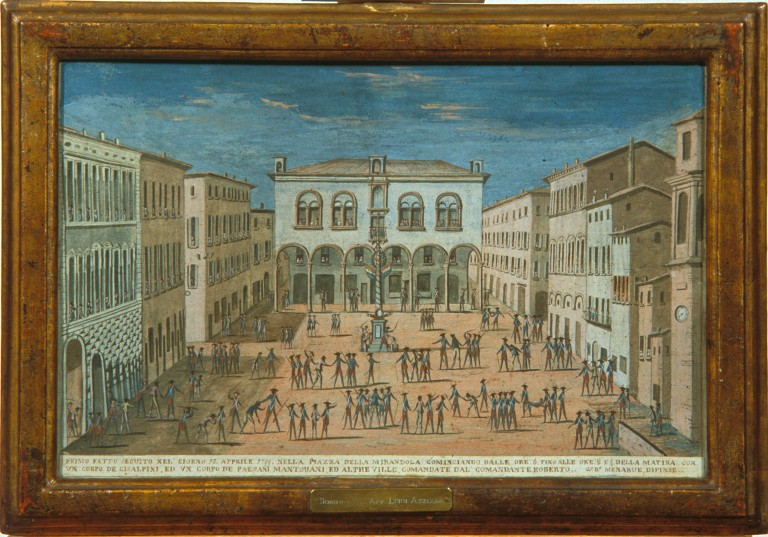
Giovanni Battista Menabue, Conflitto avvenuto nella piazza di Mirandola nel 1799 (acquerello su carta, 1799)

Negli anni 1783-1784 venne realizzato il porticato meridionale dell'attuale piazza Giuseppe Mazzini al fine di ospitarvi la "gabella de' grani", ovvero il mercato del grano.
Il 10 luglio 1798 venne traslata la statua marmorea della cosiddetta Madonna del Popolo (conosciuta anche come Madonnina), che si trovava in una nicchia della facciata settentrionale e che venne portata nel Duomo di Santa Maria Maggiore; in seguito la statua fu collocata sul timpano dell'Oratorio della Beata Vergine della Porta, da cui fu rimossa nel 2012 in seguito al terremoto.
In un acquerello custodito presso il museo civico del Risorgimento di Modena e realizzato da Giovanni Battista Menabue, raffigurante un conflitto avvenuto nella piazza di Mirandola il 27 aprile 1799 tra tedeschi, cisalpini e mantovani, si nota, al centro della facciata del palazzo, la nicchia in cui era posta la statua della Madonnina. Questa nicchia venne chiusa con i lavori di restauro del 1868.

### XIX secolo
Nel 1837 il podestà, conte Felice Ceccopieri, fece spostare l'orologio della torre di piazza sul tetto del palazzo comunale, installandolo su una semplice impalcatura metallica.
A metà del XIX secolo le arcate della facciata ebbero un cedimento che rese necessario alcune opere di consolidamento, che più tardi portarono ad un più grande restauro avvenuto nel 1868 per opera dell'ingegnere Felice Poppi. Tali opere di consolidamento tuttavia non furono così efficaci, tanto che appena tre anni dopo vi furono distacchi di calcinacci. L'amministrazione comunale fu costretta ad intervenire urgentemente, incaricando l'ingegnere comunale Alberto Vischi, il quale decise di demolire e rifare completamente la facciata, abbellendola con terrecotte decorative. Essendo un intervento economicamente molto impegnativo (la spesa stimata ammontava a 11.000 lire dell'epoca), l'amministrazione ritardò l'inizio dei lavori per quasi venti anni fino a quando non fu inevitabile visto l'aggravarsi della situazione.

### XX secolo

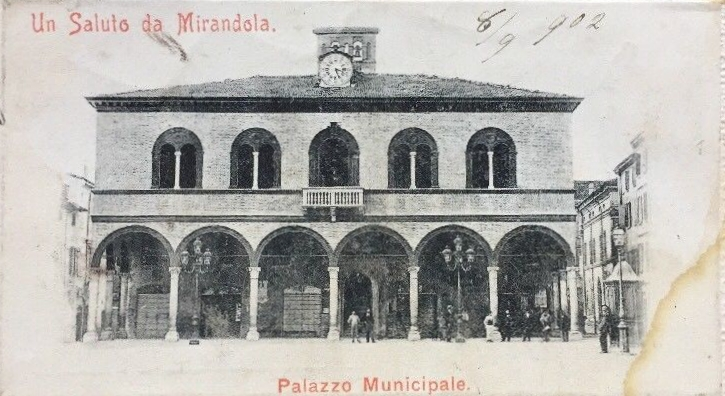
Il palazzo municipale in una cartolina del 1902

Il 3 giugno 1901 venne deliberato finalmente l'avvio dei lavori, che iniziarono ufficialmente il 29 giugno successivo: la loggia venne puntellata, mentre i muri verticali vennero demoliti e i mattoni portati a Cividale, per essere riutilizzati per costruire la nuova stazione ferroviaria sulla linea Bologna-Verona (inaugurata nel 1902). Alla fine il restauro ventennale costò complessivamente 18.669 lire.
In epoca fascista, nel 1925-1930 venne realizzato il grande scalone interno di marmo.
Altri lavori di restauro e consolidamento risalgono al 1968-1970 (sostituzione delle travi lignee de colai con travi in acciaio). Nel 1978 vi furono altri lavori all'ultimo piano. Negli anni successivi, l'ex appartamento del custode situato al piano ammezzato ospitò prima l'anagrafe e poi gli uffici tecnici. Negli anni 1998-1999 si svolsero altri lavori di adeguamento e miglioramento funzionale degli spazi.

### XXI secolo

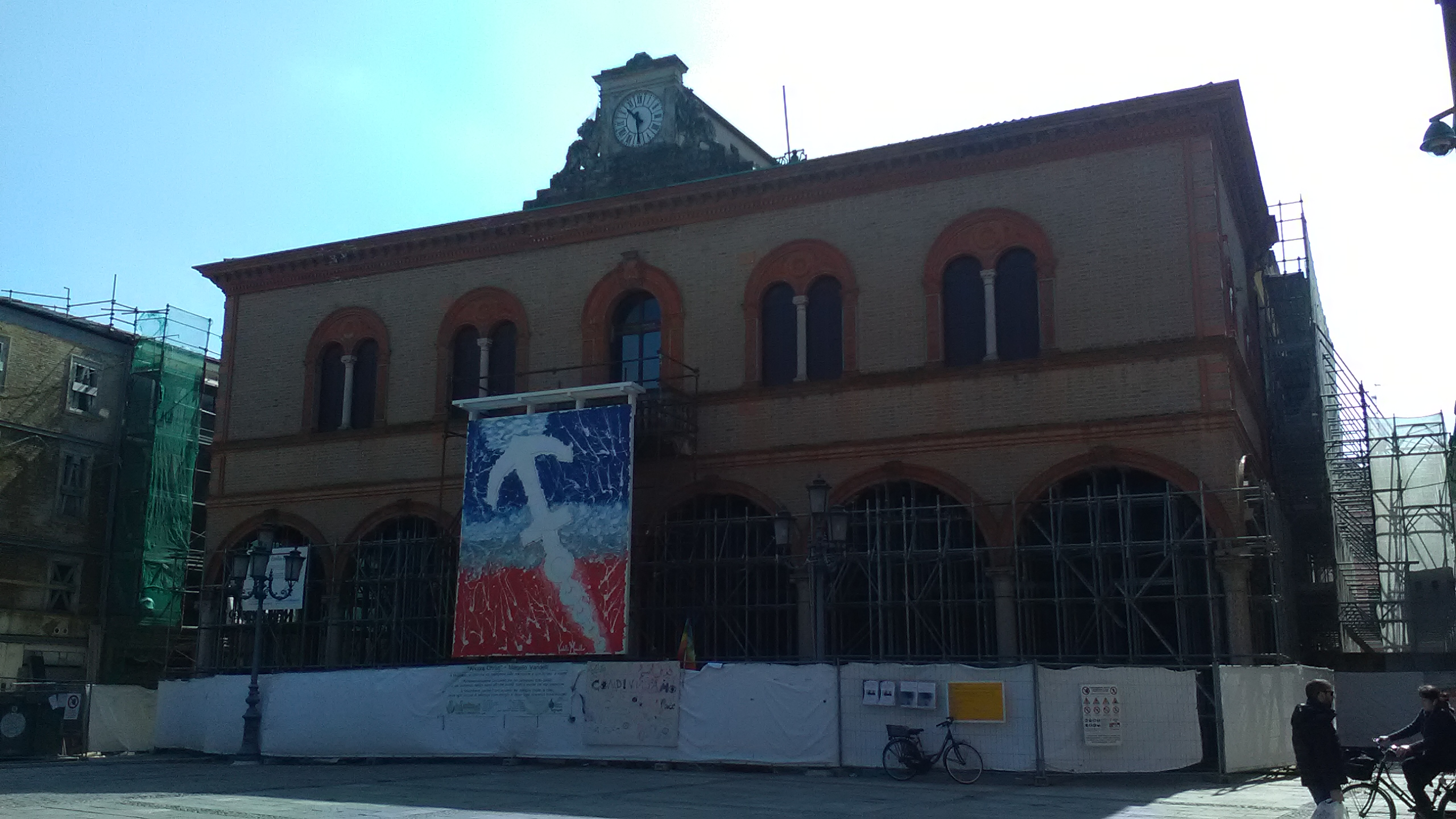
Il municipio di Mirandola nel 2016

In seguito al disastroso terremoto dell'Emilia del 2012, il palazzo comunale ha subito gravissimi danni, tanto che l'amministrazione comunale è stata costretta a realizzare una nuova sede municipale nella periferia occidentale della città.
Nel 2013 è stata avviata la progettazione dei lavori di restauro, con una spesa di 625.038,23 euro
Dal maggio 2015 e per oltre un anno è stata esposta sulla facciata settentrionale del palazzo l'opera Ancora Christi del pittore sanfeliciano Marcello Vandelli, a ricordo del sisma e come simbolo di speranza.
Nel 2017, a cinque anni di distanza dal sisma del maggio 2012, il palazzo comunale è ancora puntellato ed inagibile, e non sono ancora iniziati i lavori di restauro, stimati in 7.450.708 euro.

## Architettura

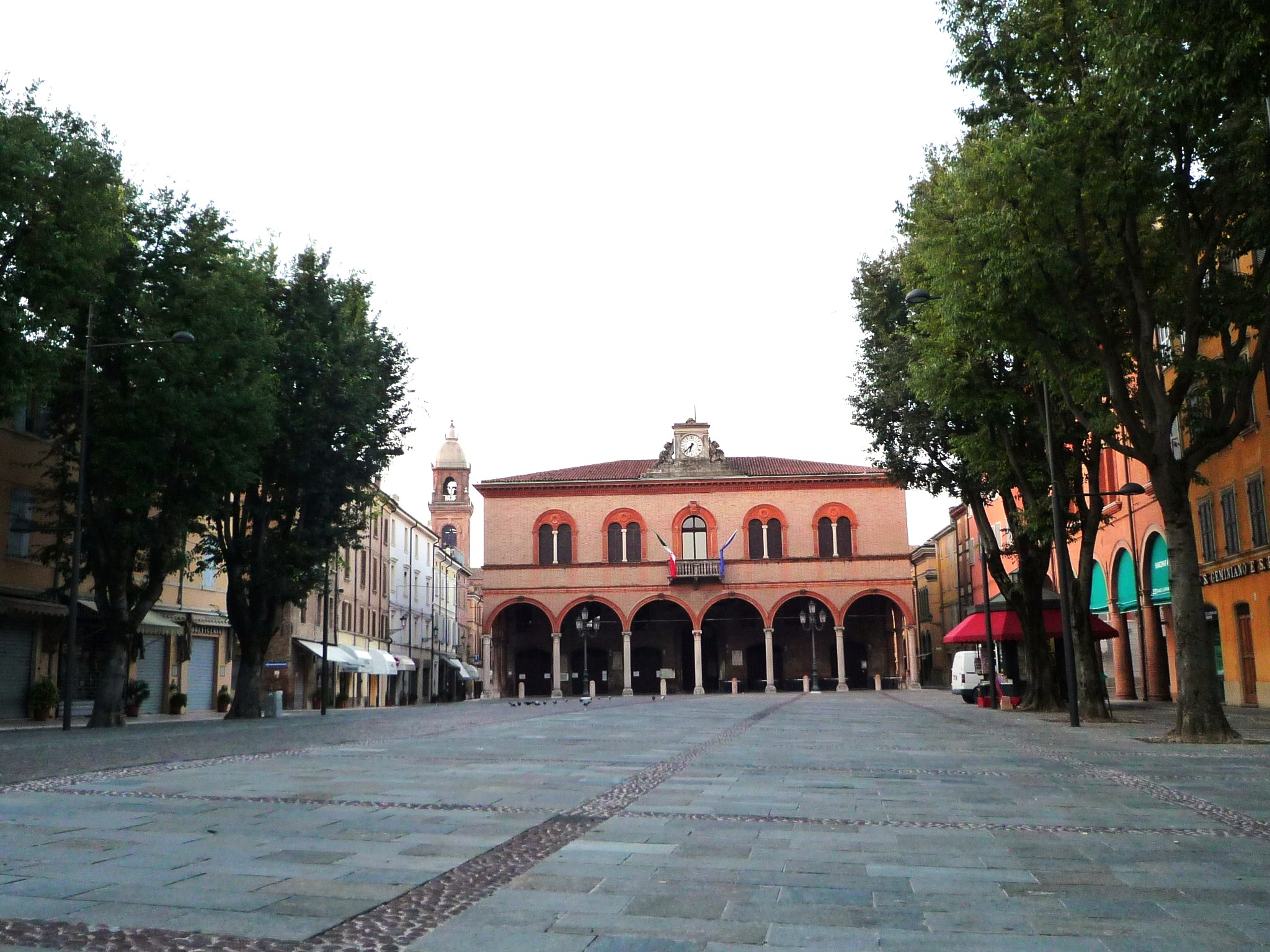
Piazza della Costiuente con lo sfondo del palazzo comunale

Il palazzo si presenta con una struttura portante in muratura a pianta quadrangolare lunga 18 m e larga 14 m circa, che si sviluppa su un'altezza di 16 m suddivisi in quattro piani fuori terra (terra, ammezzato, primo e sottotetto).
L'intero edificio è visivamente suddiviso verticalmente in tre parti in senso est-ovest, corrispondenti alle tre diverse fasi di costruzione: la loggia rinascimentale, il nucleo centrale medievale e il settecentesco porticato meridionale.

### Esterni

#### Facciata settentrionale (Loggia dei Pico)
La facciata anteriore, chiamata anche Loggia dei Pico, costituisce la parte architettonica più interessante, in quanto realizzata in stile rinascimentale. La facciata non è perfettamente allineata con la piazza, bensì è leggermente orientata verso sinistra, in modo che dalle finestre della sala Granda sia possibile vedere direttamente il castello dei Pico, in fondo alla piazza.

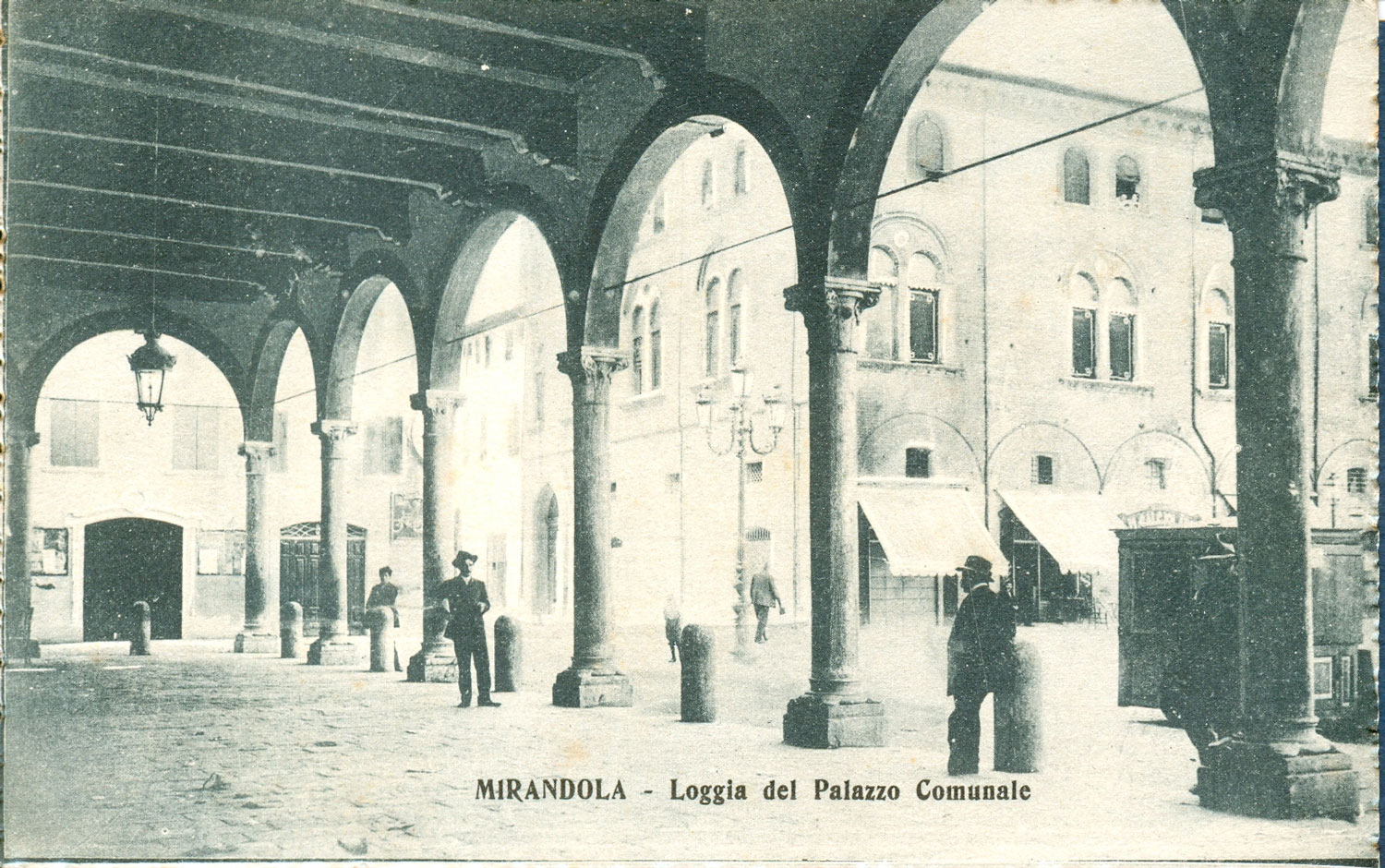
Il porticato del palazzo comunale

La parte inferiore della facciata è costituita da un alto porticato, con undici colonne in marmo rosa veronese che sorreggono frontalmente sei archi a tutto sesto, per due di profondità lateralmente. Nel lato interno di alcune colonne, sotto al portico, sono incise le antiche unità di misura del circondario di Mirandola: pertica, braccio, piede, oltre alla forma di un mattone e di un coppo. Sul muro dell'edificio vi è un'apertura, serrata da un cancello in ferro battuto, da cui si accede allo scalone interni che porta ai piani superiori; a lato del cancello, vi sono tre e due porte di accesso, rispettivamente, agli uffici comunali e al caffè Pico. Sono presenti un medaglione marmoreo con l'effige del garibaldino Francesco Montanari (colonnello mirandolese morto durante la spedizione dei Mille) e alcune lapidi commemorative di Filippo Corridoni (1898), dei partigiani caduti durante la Resistenza nella seconda guerra mondiale e dell'anniversario del conferimento del titolo di Città (1597-1997).
La parte superiore della facciata anteriore, realizzata con mattoni a vista, è decorata con quattro bifore con colonnine in marmo e una porta-finestra, tutte abbellite con fregi in terracotta riportanti motivi floreali e zoomorfi, simili a quelli del vicino palazzo Bergomi.
Le bifore, che hanno persiane scorrevoli alla russa che entrano nell'intercapedine del muro, sono collocate simmetricamente e in asse con le colonne del porticato sottostante. La parte in muratura è incorniciata in basso da un duplice marcapiano e in alto da un cornicione, sempre in terracotta. Tutta la sistemazione rende armonico l'aspetto della facciata, al cui centro è collocato un balcone marmoreo, sovrastato dallo stemma della comunità di Mirandola.
Dalla base del palazzo parte un lungo listone (circa 242 m, largo 4 m), realizzato con cubetti di porfido del tipo bolognino e che attraversa longitudinalmente tutta la piazza della Costituente, fino all'oratorio della Madonnina. Camminare lungo il listone, avanti ed indietro lungo la piazza, è una tradizionale usanza della cittadinanza mirandolese.

#### Orologio

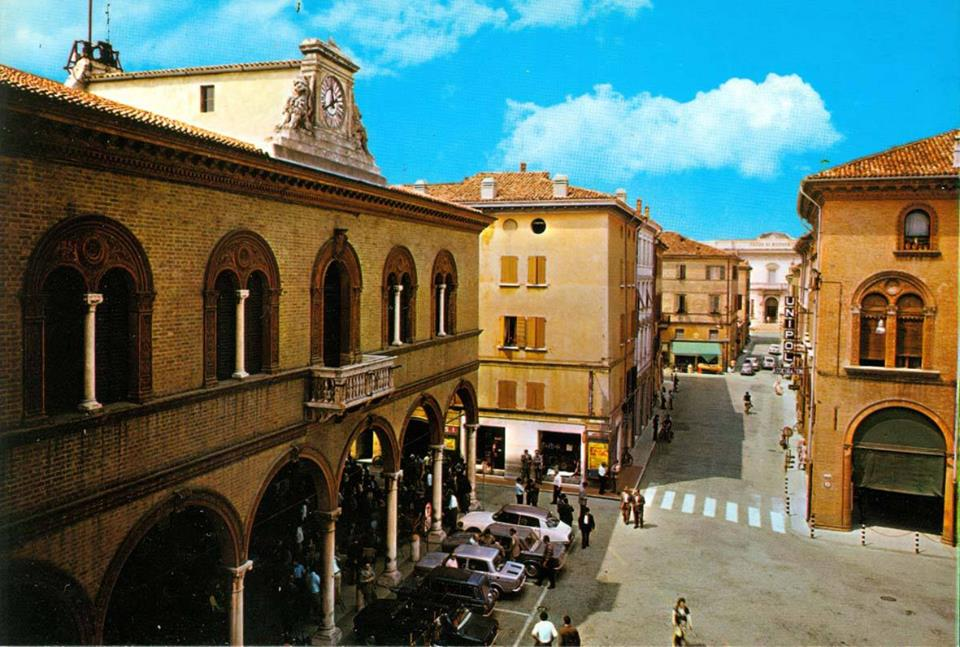
L'orologio e le due campane

Nel 1836 venne demolita la "gabella de' birri", costruendo al suo posto un fabbricato che copriva la visuale dell'antica Torre di Piazza (chiamata anche Torre delle Ore, poi abbattuta nel 1888).
Il podestà di Mirandola, conte Felice Ceccopieri, decise così nel 1837 di trasferire l'orologio sul tetto del palazzo comunale, previo ridimensionamento del quadrante, che venne installato su una semplice intelaiatura metallica a filo con la facciata. Durante i lavori di restauro di inizio XX secolo si decise di realizzare una mostra d'orologio in pietra con nuovo quadrante in vetro suddiviso in 12 triangoli con numerazione nera e rossa e illuminazione notturna a gas. Il nuovo quadrante installato nel 1905 non fu però gradito poiché, essendo trasparente, di notte non faceva vedere bene le lancette che si confondevano con la numerazione; pertanto fu necessario sostituire il quadrante in vetro con quello attuale.
Il quadrante dell'orologio, in vetro smerigliato con numeri romani e illuminato nelle ore notturne, è racchiuso in una cassa quadrata in pietra gallina (tufo calcareo veronese), sorretta ai lati da due grifoni scolpiti. Sul retro dell'orologio vi è un'opera muraria che termina nella doppia cella campanaria, ove sono collocatedue campane: una di essa serve per il rintocco delle ore, mentre l'altra campana (che oggi segna i quarti d'ora) venne originariamente collocata per annunciare alla cittadinanza l'avvenuta affisione all'albo pretorio dei nuovi avvisi emanati dall'amministrazione comunale.
La mattina del 29 maggio 2012 l'orologio della piazza si è fermato alle 9:05, nel momento in cui si verificò la seconda grossa scossa sismica (magnitudo 5,8) del terremoto dell'Emilia del 2012 Le lancette dell'orologio rimasero ferme per due anni, fino alla riattivazione avvenuta simbolicamente il 20 maggio 2014, nel secondo anniversario del terremoto.

#### Facciata meridionale

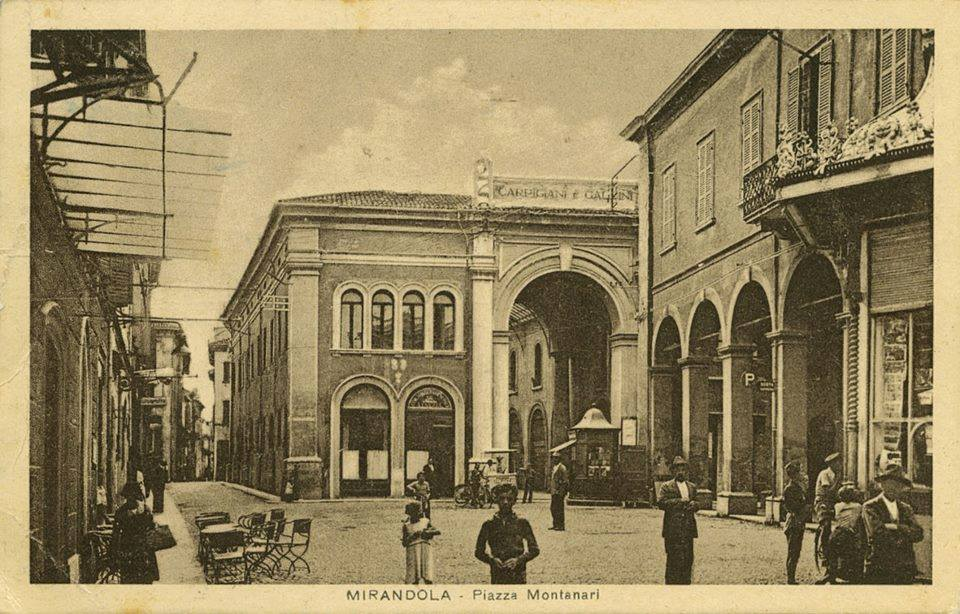
Facciata meridionale

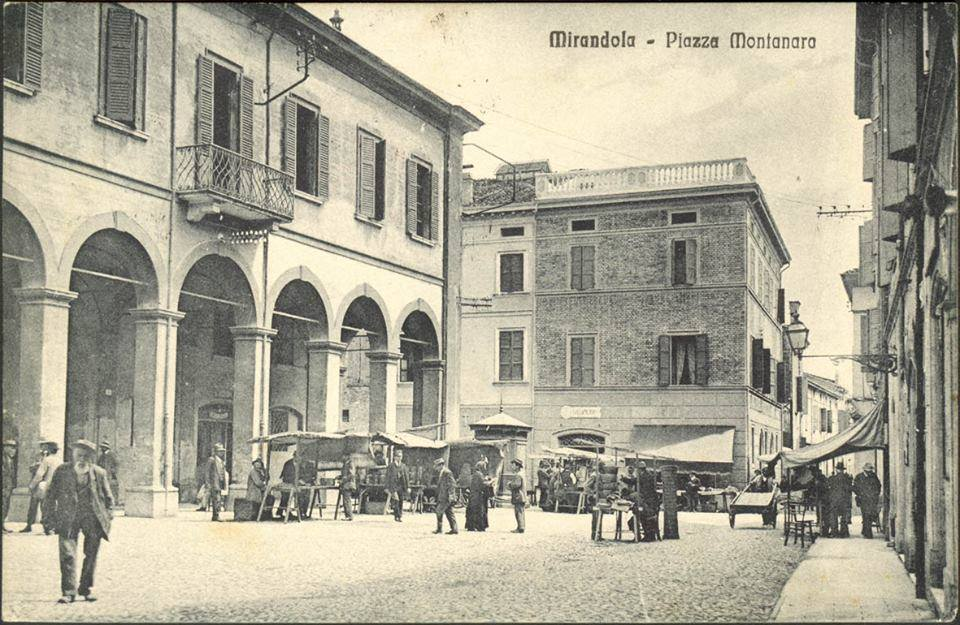
La facciata meridionale prima dell'arrivo del chiosco dei giornali (1930)

La facciata meridionale venne realizzata in maniera semplice da Angelo Scarabelli Pedoca tra il settembre 1783 e il 1784, quando si decise di abbattere le abitazioni che si appoggiavano al palazzo comunale al fine di realizzare la "gabella de' grani" (mercato del grano).
La facciata si presenta sostanzialmente identica a quella originale del XVIII secolo, con sette grandi archi a tutto sesto più due laterali, sorretti da colonne quadrate in mattoni.
Al piano terra vi è una grande portone, da cui si accede ad un corridoio comunicante con l'ingresso posto sul lato opposto e ad una scala che porta al piano ammezzato e al piano orizzontale situato a metà della prima rampa dello scalone interno.
Al piano nobile sono presenti sei finestroni rettangolari e una porta-finestra attraverso cui si accede ad un terrazzino con ringhiera in ghisa.
Inizialmente il nuovo slargo venne chiamato semplicemente "Piazzetta Nuova" (1786), mentre nel 1865 venne intitolata piazza Montanara, in memoria della celebre battaglia di Montanara combattuta il 29 maggio 1848 durante la prima guerra di indipendenza.
Nell'anno 1930 o 1931 venne collocata, vicino all'angolo sud-orientale del palazzo, la grande edicola dei giornali, realizzata il 23 giugno 1906 in stile Belle Époque e in ferro battuto e vetro, che inizialmente era collocata a Modena, prima in piazza Grande (tra l'abside del Duomo di Modena e la preda ringadora) e poi in piazza Alessandro Tassoni.
Dal 6 ottobre 1945 a tutt'oggi la piazzetta è invece intitolata a Giuseppe Mazzini.

### Interni

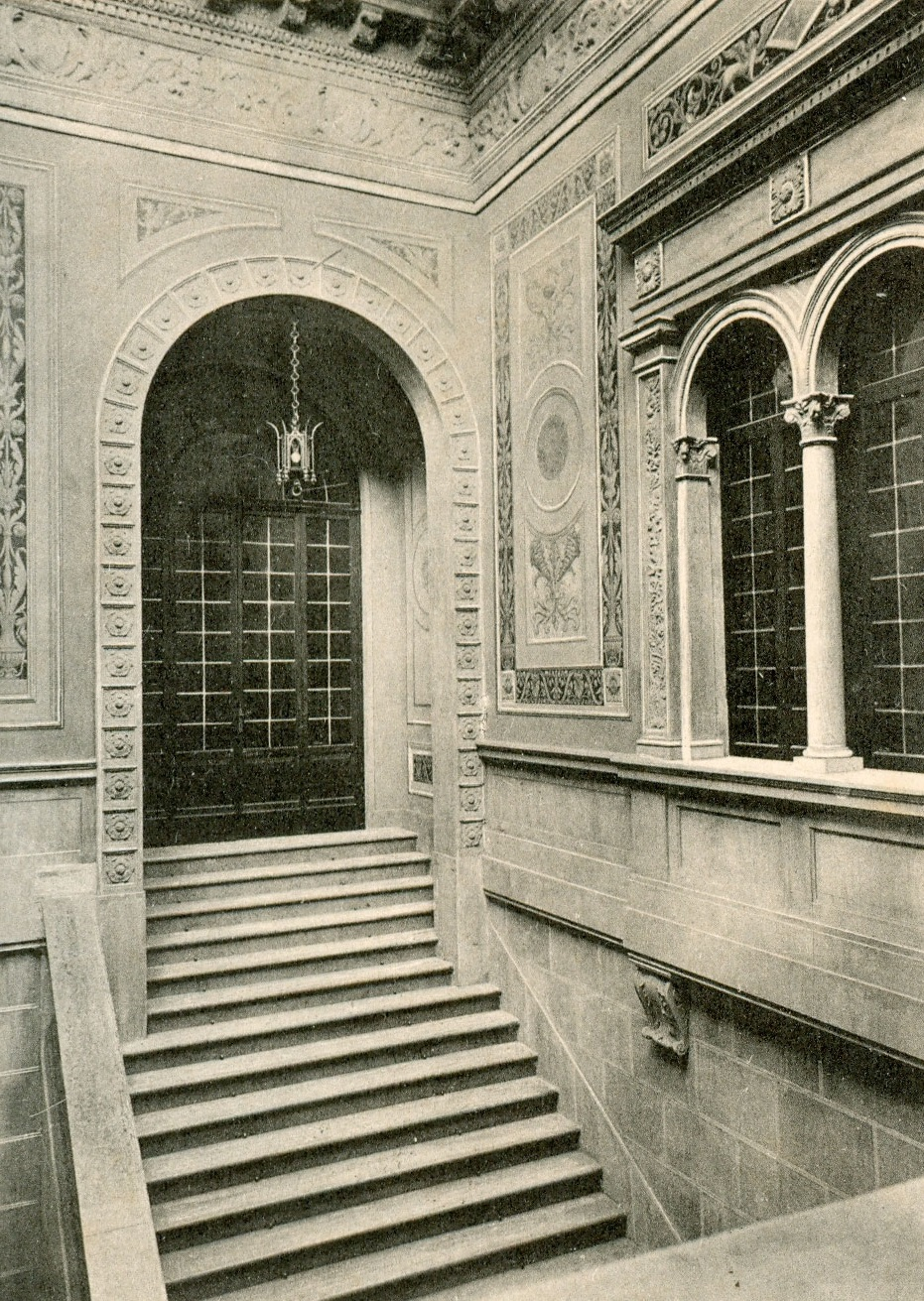
Lo scalone eclettico (1928-1929)

#### Scalone
In epoca fascista, l'aumento delle funzioni amministrative comunali rese necessaria una diversa distribuzione degli spazi degli uffici, cosicché negli anni 1925-1930 fu deciso di effettuare vari lavori di miglioria. In particolare, nel cortile interno del palazzo, il 13 dicembre 1928 iniziarono i lavori per realizzare un'imponente scalone di marmo bianco in stile eclettico e monumentale, progettato dall'architetto Mario Guerzoni.
Le decorazioni falso-rinascimentali dello scalone furono ispirate a quelli del palazzo Stanga di Cremona.
Il cortile e lo scalone venne anche chiuso da una copertura in ferro e vetri gialli e blu (colori ufficiali di Mirandola).
I lavori si conclusero il 3 ottobre 1929, con una spesa finale di 368.351,60 lire.

#### Sala Gialla
La Sala Gialla, chiamata così per il colore delle sue pareti, è situata nel lato occidentale che affaccia su vicolo del Palazzo ed è comunicante con la Sala Granda da un lato e con il gabinetto del sindaco dalla parte opposta.
All'interno di questo ambiente, fino al 2012, si riuniva la Giunta comunale e veniva utilizzato anche per piccoli eventi e incontri che non necessitavano i grandi spazi della sala Granda.

#### Sala Granda
La sala Granda (in italiano: sala grande), come dice il nome, è la stanza più ampia dell'intero palazzo e si trova collocato sopra alla loggia dei Pico.
Venne realizzata durante i lavori del 1928-1929, abbattendo le pareti che separavano tre distinte stanze. La sala è decorata con un elegante soffitto a cassettoni lignei intarsiati, da cui pendono lampadari in ferro battuto.
Fino alla riapertura del castello e del museo civico, ospitava la quadreria della famiglia Pico e altri dipinti provenienti dalle chiese di Mirandola. Nella sala era collocato anche il grande quadro (450x250 cm) del pittore napoletano Raffaello Tancredi raffigurante papa Giulio II durante l'assedio della Mirandola del 1510-1511. Il 27 luglio 2012 i vigili del fuoco hanno estratto alcuni dipinti custoditi nella sala Granda, tra cui La caduta di San Paolo di Sante Peranda, L’adorazione dei magi di Palma il Giovane e Sant’Agata di Pietro Faccini; le opere d'arte salvate sono state poi portate al centro di restauro allestito presso il palazzo ducale di Sassuolo.
Prima del terremoto era utilizzata come sala di rappresentanza, per le sedute del consiglio comunale, i matrimoni civili, eventi e conferenze. Nel mese di novembre, in occasione della fiera-mercato di Franciacorta, il sindaco incontrava i principi con la corte di ambasciatori, nobili e dignitari del folkloristico Principato di Franciacorta, venuti ad allacciare i rapporti diplomatici in seguito all'indipendenza del quartiere orientale del centro storico che tradizionalmente viene dichiarata durante i tre giorni della manifestazione. La corte dei nobili, tuttavia, è solita dichiarare bancarotta e ripresentarsi puntualmente l'anno seguente. In occasione del Carnevale, dal balcone che affaccia sulla piazza venivano pronunciati discorsi da parte di vari personaggi, tra cui le maschere modenesi di Sandrone con la famiglia Pavironica.

## Nuovo municipio
A seguito del terremoto dell'Emilia del 2012 lo storico palazzo comunale di piazza della Costituente è stato gravemente danneggiato e nel 2017 è ancora inagibile, non essendo ancora stati assegnati i lavori di restauro.
In attesa del recupero della sede storica e al fine di non interrompere l'attività amministrativa, dopo una prima sistemazione d'emergenza degli uffici comunali nei container dei moduli abitativi provvisori, il 21 settembre 2013 è stato inaugurato il nuovo municipio di Mirandola, situato nella periferia occidentale della città, in via Giovanni Giolitti n. 22.
Il nuovo edificio in cemento armato, costato cinque milioni di euro, ha una superficie di 3.800 m² e 114 uffici che ospitano circa 220 dipendenti, ed è stato progettato e realizzato in sei mesi, di cui 137 giorni per i soli lavori.
Peraltro, sono allo studio anche altri progetti di recupero di diversi grandi palazzi pubblici del centro storico danneggiati dal sisma del 2012 (tra cui il palazzo della Milizia fascista), dove riportare gli uffici comunali. Tuttavia, ad aprile 2017, non sono ancora partiti i lavori di restauro di alcuno di essi.